# 杰里科省
杰里科省（羅馬化：Muḥāfaẓat Arīḥā）為巴勒斯坦16個行政區劃之一，位於巴勒斯坦西岸地區東部，首府為傑里科，杰里科省人口估計為31,501人，包括約6,000名難民 。